# Casa Ley
Casa Ley, S.A. de C.V. o Tiendas Ley, es una cadena mexicana de supermercados fundada en septiembre de 1954 por el empresario mexicano de ascendencia china Juan Ley Fong. En 1970, se constituye como supermercado en Culiacán, Sinaloa, México, en los últimos años vivió una crisis de cierre de sucursales al noroeste de la República Mexicana.Actualmente, mantiene un proceso de expansión de sucursales en los estados de Sinaloa, Sonora, Baja California, Baja California Sur, Jalisco, Nayarit, Colima, Coahuila, Durango y Guanajuato, y anteriormente en Chihuahua, Michoacán y Aguascalientes.

## Historia
Originalmente, Casa Ley surgió como una pequeña tienda en el pueblo minero de Tayoltita, Durango, donde el fundador mexicano de ascendencia china Juan Ley Fong ofrecía sus productos a los mineros de oro y plata de la Compañía Minera de San Luis.
En 1950, Juan Manuel Ley asume el control del negocio familiar en medio de una época en la que los supermercados empiezan a surgir en México, tanto de manera local como de manera nacional, liderando la gran mayoría del país.
En septiembre de 1954 surge de manera oficial la cadena de tiendas minoristas de nombre oficial Casa Ley en su primera sucursal en rubí, y en 1970 se abre el primer supermercado de Tiendas Ley en Culiacán, Sinaloa. El 26 de marzo de 1969 fallece el fundador de Tiendas Ley, el empresario mexicano de ascendencia china, Juan Ley Fong.
En 1981, la empresa dueña de cadenas de supermercados de origen estadounidense Safeway (Albertsons) compró el 49% de Casa Ley, es así que con la infusión de nuevos fondos Ley se fortalece con la apertura de nuevas sucursales, se expande a más de 60 ciudades al norte de la república mexicana.
Tiempo más tarde, en 2015 se descarta la compra de Tiendas Ley a la cadena Chedraui, todo esto debido a la compra de Comercial Mexicana a Tiendas Soriana, convirtiendo a Casa Ley como la cuarta cadena con mayores ventas en México,y al mismo tiempo descarta comprar a Comercial Mexicana. En el mismo año surge una gran crisis en la empresa de Casa Ley, motivo por el que se tuvo que cerrar y abandonar la mayoría de sus sucursales ubicada en ciudades del norte del país. En 2016, Tiendas Ley compra las tiendas minoristas locales Supermercados Santafé fundado en 2009 con sede en Hermosillo que antes era VH, que cerró en 2016 por liquidez que cerró todas y algunas fueron convertidas en Ley y MZ Fundado en 1943 en Culiacán Sinaloa (Abreviatura de los Mercados Zaragoza), las cuales estaban ubicadas en Mazatlán, Culiacán y Los Mochis, que tenían formatos de MZ tu super,MZ al Día y MZ Súper Rápido (donde también es abreviado de la ciudad, cerrando por completo sus sucursales en 2017, para transformarlas en Tiendas Ley, finalizando una gran historia para los Supermercados Zaragoza en Sinaloa, específicamente en las ciudades de Mazatlán y Culiacán).
En enero de 2016, fallece el dueño de las Tiendas Ley Juan Manuel Ley a los 82 años de edad en Culiacán, Sinaloa.
En ese mismo año, la sucursal de Chedraui en Culiacán, Sinaloa fue convertida a Tienda Ley, debido a la gran inseguridad de la zona.
Tiempo más tarde, en 2017 la gran mayoría de las Tiendas Ley fueron remodeladas.
El 7 de septiembre de 2019 se celebra el 65 aniversario de Tiendas Ley desde su fundación en 1954, en la sucursal Ley Plaza Fiesta, la cual fue una de sus primeras tiendas de la cadena.Así como en diferentes sucursales como Ley Plaza El Mar que igual manera fue de las primeras tiendas, ambas ubicadas en el estado de Sinaloa, con un pastel de 12 metros de largo.
En 2022 Se crea el nuevo formato "Fresh Market" en la Plaza Ceiba en Culiacán.
En septiembre de 2022, Tiendas Ley festeja sus 68 años de vida.En mayo de 2023, se inaugura el Centro de distribución Casa Ley en La Paz, Baja California Sur.
En septiembre de 2024 festeja sus 70 años.
En 2025 Se inaugura la Ley Maralago en Culiacán. 
En abril de 2024 se inaugura Ley Express Chinitos que antes era MZ al Día.

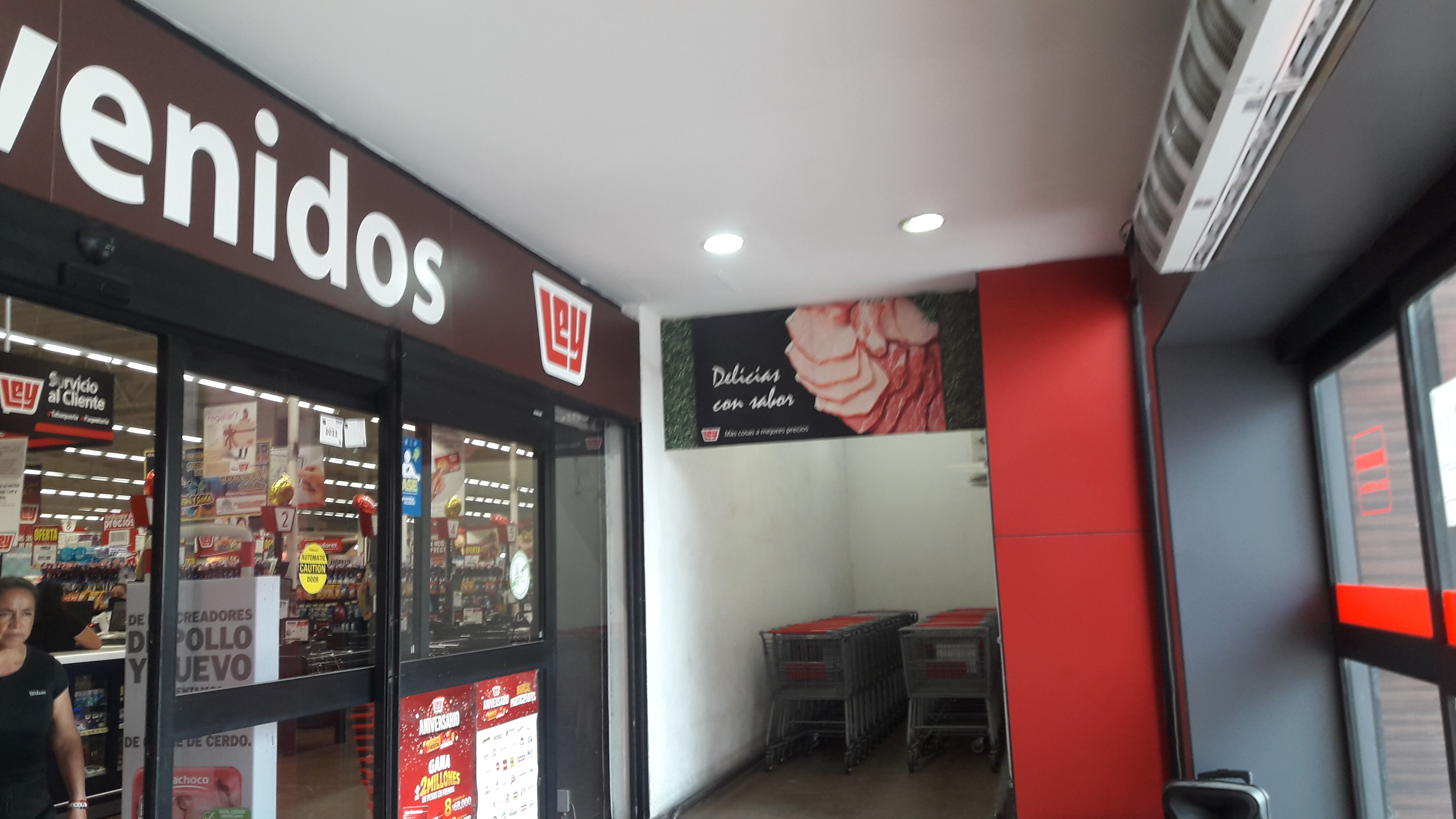
Entrada de una tienda Ley.

## Estilo de tienda
Su piso de venta consiste de los 6,000m2 en zonas de mayor nivel poblacional, ofrece cierto tipo de productos como abarrotes, farmacia, frutas y verduras, salchichonería, panadería, lácteos, juguetería y electrodomésticos.

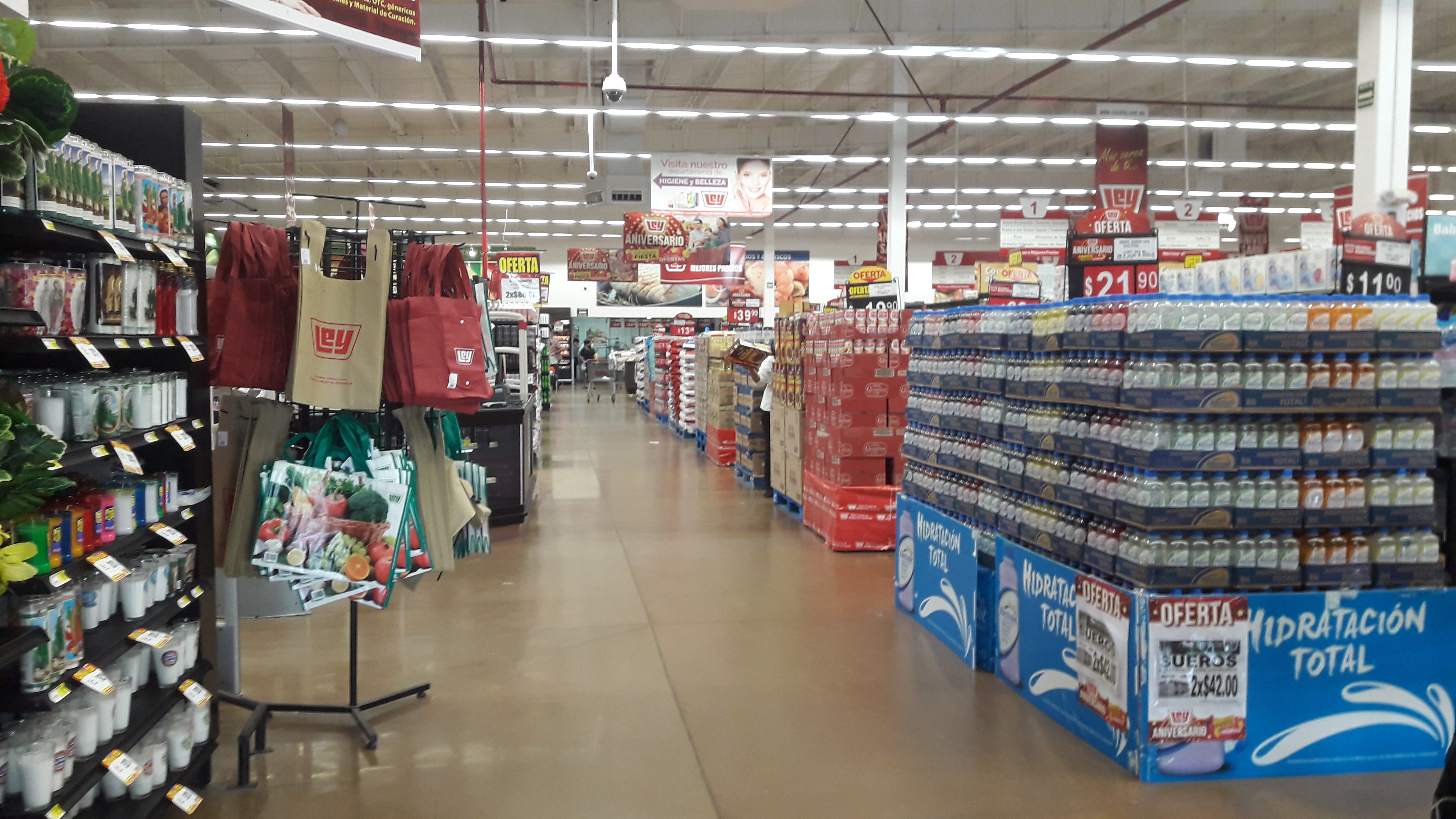
Interior de una Tienda Ley.

### Competidores
Compite empresarialmente con estilos de tienda como Walmart y Bodega Aurrera de Walmart de México, Soriana Híper de Organización Soriana; y H-E-B de México, y de manera local compite con S-Mart, Alsuper y Calimax.

## Formatos de Casa Ley[16]
- Ley: Es el formato principal de Casa Ley, compite principalmente con Walmart y Bodega Aurrera de Walmart de México, y Soriana Híper de Organización Soriana.
- Super Mayoreo Ley: Tienda de mayoreo local, generalmente no compite con ningún formato de tienda, sólo con minisupers locales.
- Ley Express/Super Ley Express: Es un estilo de tienda en formato Express, dirigido a la clase baja, ubicada en ciudades poco habitadas o de bajo nivel adquisitivo, compite empresarialmente con tiendas como Bodega Aurrera, Soriana Express y Mi Tienda del Ahorro de la cadena estadounidense H-E-B.
- Fresh Market Ley: Es un estilo de tienda tipo select, enfocada en el segmento medio, compite principalmente con tiendas como Soriana Súper, Walmart Express (anteriormente Superama) y Fresko de Grupo La Comer.
- Chics fue una cadena de restaurantes de buffet propiedad de Casa Ley fundada en 1972. Restaurantes Chics operó en 2 partes de Sinaloa (1972-2020) y Nayarit (1993-2022). Chics cerró su última ubicación ubicada en Tepic, Nayarit el 1 de agosto de 2022,[17] donde actualmente el local donde fue el restaurante Chics es ahora una tienda de autopartes Orma AutoParts y tiempo después O'Reilly AutoPartes y el resto (sucursal Plaza Fiesta Las Palmas Los Mochis) y Culiacán (Plaza Fiesta Culiacán) siguen en el abandono y en venta, mientras la sucursal de El Dorado paso ser una sucursal de Wok Expréss desde 2007 o 2008[18] y la sucursal de Plaza Ley Del Río paso ser Don Pancho Pozoleria que no duró tanto.
- Wok Expréss es una cadena de comida rápida y sushi propiedad de la misma Casa Ley fundada en 1999. Wok Express ópera actualmente con 16 restaurantes las principales ciudades de Sinaloa (Culiacán, Mazatlán, Guasave y Guamúchil).[19]

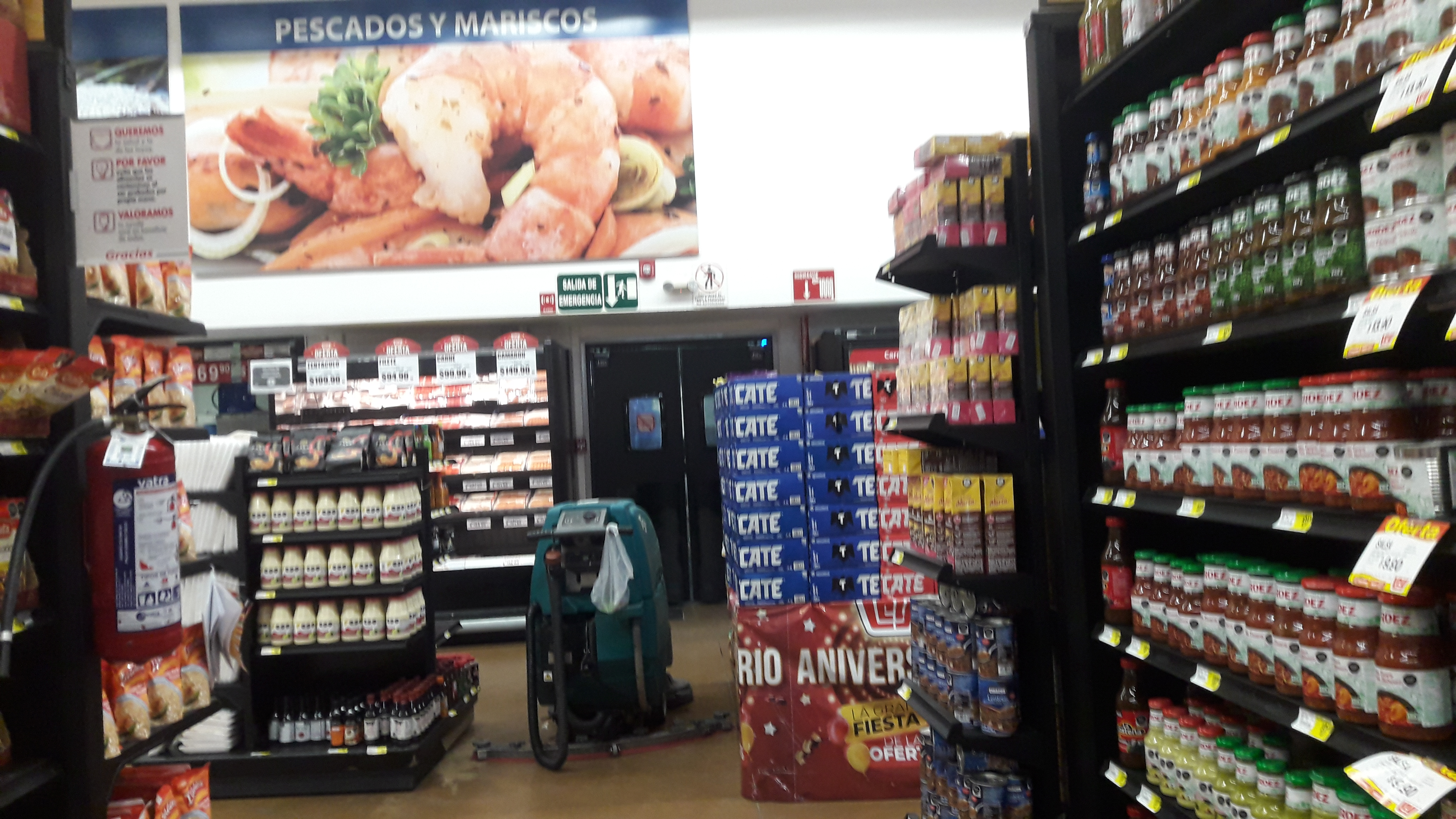
Interior de una tienda Casa Ley.

## Abandono de sucursales Casa Ley
Desde 2013 fue totalmente abandonada la tienda Casa Ley ubicada en Ciudad Juárez, Chihuahua, por lo que debido a la gran inseguridad de la zona ha sido vandalizada y saqueada.Posteriormente, serían más de 10 sucursales abandonadas de la misma forma debido a los bajos ingresos de las tiendas de Casa Ley.
En 2015 cierra la sucursal de Gómez Palacio, ubicada en Boulevard Miguel Alemán en Durango, debido a las bajas ventas, así como la gran cercanía con la tienda Soriana Híper Las Rosas.Posteriormente, la misma sucursal fue convertida en una tienda de artículos para el hogar y herramientas The Home Depot.

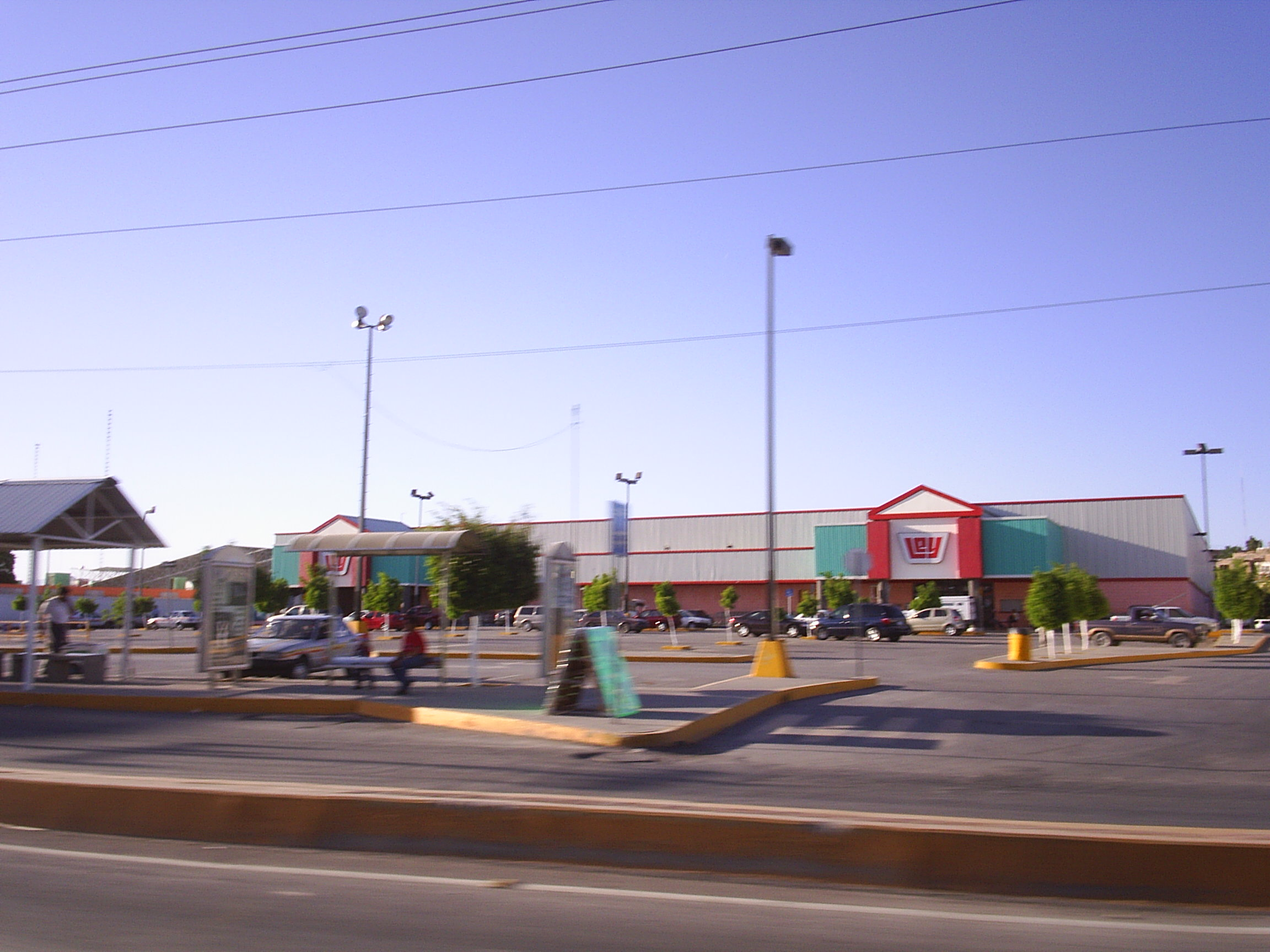
Fachada de tienda Ley en Gómez Palacio, Durango.

En Baja California, en Ensenada, principalmente en la zona de San José del Cabo, quedó abandonada la sucursal Super Ley en Ensenada, y en 2020, es adquirida por Organización Soriana, para después convertirla a su formato Soriana Súper.